# Килиън Мърфи
Килиън Мърфи (на английски: Cillian Murphy) е ирландски театрален и филмов актьор, носител на Оскар за най-добра мъжка роля за 2024 година („Опенхаймер“), „Ирландска телевизионна и филмова награда“ и номиниран за награди „Златен глобус“, БАФТА, „Сатурн“ и „Сателит“. Известни филми с негово участие са „Опенхаймер“, „28 дни по-късно“, „Студена планина“, „Батман в началото“, „Черният рицар“, „Генезис“, „Дилъри на време“, „Черният рицар: Възраждане“, „Остри козирки“ и други. Критиците го оценяват за хамелеонското му превъплъщаване в различни роли и хипнотичните сини очи.

## Биография
Килиън Мърфи е роден на 25 май 1976 г. в Дъглас, предградие на Корк. Баща му Брендън Мърфи работи в ирландското Министерство на образованието и уменията, майка му е учителка по френски език. Неговите лели, чичовци и дядо му също са учители. Първоначално се насочва към музиката. Свири на китара и пее в групата „Sons of Mr. Green Genes“, заедно с по-малкия си брат. През 1996 г. звукозаписна компания им предлага договор, но не се стига до подписване, тъй като брат му все още е ученик, а и звукозаписната компания предлага твърде малко пари за правата на песните написани от Килиън.
Мърфи е отгледан като католик и завършва средното си образование в католическия Presentation Brothers College в Корк, през 1996 г. се записва да учи право в Ирландския национален университет в Корк. В университета участва в постановки в студентския театър. Според Килиън, в началото той играе в постановки „просто да убие времето през уикенда, заради купона и да се запознае с момичета“, но впоследствие запленен все повече от актьорството решава да изостави правната си кариера и да се насочи към актьорската професия.

## Кариера

### Начало
През 1996 г. Килиън дебютира като актьор в театралната постановка „Disco Pigs“, която става много популярна в Ирландия, а впоследствие гастролира и на сцените в Лондон. През 2001 г. се заснема и едноименен филм, в който Килиън отново участва. През този период той се мести първо в Дъблин за няколко години, а след това, през 2001 г. в Лондон.

### 2002 – 2010
Международна известност печели през 2002 г. с участието си във филма на Дани Бойл „28 дни по-късно“. Представянето във филма му печели номинации за Най-добър дебютант за наградите Empire. и Най-добър дебютант за мъжка роля на филмовите награди на MTV през 2004 г.
След поредица по-малки роли в „Момичето с перлената обица“ и „Студената планина“, през 2005 г. той играе в „Батман в началото“, като първоначално е на прослушване за главната роля, воден от възможността да работи с режисьора Кристофър Нолан, въпреки че не смята, че притежава физиката да играе супергерой. Все пак Нолан е впечатлен от Мърфи и му дава второстепенната ролята на д-р Джонатан Крейн („Плашилото“). През същата година е номиниран за „Златен глобус за играта си във филма „Закуска на Плутон“, който е базиран на книгата на Патрик Маккейб със същото име.
През 2006 г. Килиън Мърфи участва във филма на Кен Лоуч „Вятърът, който поклаща ечемика“, който разказва за борбата за независимост на Ирландия в края на XIX и началото на XX в. и който печели наградата Златната Палма на фестивала в Кан същата година. Филмът постига невероятен успех, превръщайки се в най-успешния ирландски филм в ирландския бокс офис. Списанието GQ UK дава на Мърфи наградата за Актьор на годината (2006) за играта му във „Вятърът, който поклаща ечемика“. Междувременно участва в пиесата на Джон Колвенбак „Любовна песен“, поставена в New Ambassadors Theatre в лондонския Уест Енд.
През 2008 г. отново се присъединява към режисьора Кристофър Нолан, за да изиграе ролята на Плашилото в „Черният рицар“, който е продължение на „Батман в началото“. Две години по-късно, отново под режисурата на Нолан, Мърфи участва в хитовата продукция „Генезис“, където си партнира с Леонардо ди Каприо, Том Харди, Джоузеф Гордън-Левит, Марион Котияр и други. През 2010 г. отново се завръща в театъра в представлението „От Голуей до Бродуей и обратно“, с което се отбелязва 35-а годишнина на Druid Theatre Company.

### 2011 – 2020
През 2011 г. участва в „Дилъри на време“, където си партнира с Джъстин Тимбърлейк и Аманда Сайфред. Година след това си партнира с Робърт Де Ниро и Сигорни Уийвър в „Червени светлини“. Мърфи счита, че работата му с Де Ниро е била един от най-смущаващите моменти в кариерата му. Относно това ирландецът заявява: „В първата сцена, когато трябва да го посетя, героят ми трябва да бъде ужасѐн и уплашен. Нямаше никаква игра там. Мъжът просто има присъствие. Няма как да изиграеш присъствие. Аз никога не ще имам това. Гледайки го да го използва, когато камерата работи, става нещо невероятно.“
През 2012 г. отново се превъплъщава в ролята на д-р Крейн (Плашилото) във филма „Черният рицар: Възраждане“.
От 2013 г. насам участва в сериала на BBC „Бръсначите“ (Peaky Blinders), където изпълнява главната роля на бирмингамския ганстер Томас Шелби. Пред вестник Индипендънт Мърфи заявява своя ентусиазъм да приеме ролята: „Сценарият беше толкова убедителен, героят толкова богат и сложен, с множество пластове и противоречия. Казах си: Трябва да изиграя това.“
През 2014 г. си партнира с Дженифър Конъли във филма „На високо“, а също така и с Джони Деп и Морган Фрийман в „Превъзходство“. Година по-късно участва във филма на Рон Хоуърд „В сърцето на морето“, в който си партнира с Крис Хемсуърт и Бенджамин Уолкър.

## Личен живот
През 2004 г. се жени за дългогодишната си приятелка Ивон Макгинес, която е ирландска художничка и с която се запознава през 1996 г. по време на участие с музикалната си група. Живеят в Монкстаун, Дъблин заедно с двамата си синове Малаки (роден 2005) и Аран (роден 2007).
Мърфи често работи в или в градове около Дъблин и не е демонстрирал желание да се премести в Холивуд. Предпочита да не говори за личния си живот и не участва в никакви телевизионни предавания до 2010, когато е гост в The Late Late Show по ирландската телевизия RTE.
Мърфи не разчита на стилист, няма личен публицист, пътува без антураж и често присъства на премиери сам. Резервиран и с желание да запази личното си пространство, Мърфи няма интерес към това да бъде знаменитост. Той умишлено практикува начин на живот, който няма да заинтригува таблоидите: „Не съм създал никакви скандали, не изневерявам и не се напивам на публични места“. Мърфи е приятел с Колин Фаръл и Лиъм Нийсън, като определя последния за „сурогатен филмов баща“.
Относно въпроса с религията, първоначално Мърфи се определя като агностик, но след проучване за ролята си в „Проектът – Sunshine“ потвърждава атеизма си.
През 2007 участва в кампанията Rock the Vote, която е с цел привличане на младите гласоподаватели в Ирландия. Освен това участва в кампания за правата на бездомните на организацията Focus Ireland.

## Избрана филмография
- „На ръба“ (2001)
- „Disco Pigs“ (2001)
- „Как Хари се превърна в дърво“ (2001)
- „28 дни по-късно“ (2002)
- „Прекъсване“ (2003)
- „Момичето с перлената обица“ (2003)
- „Студена планина“ (2003)
- „Батман в началото“ (2005)
- „Нощен полет“ (2005)
- „Закуска на Плутон“ (2005)
- „Вятърът, който поклаща ечемика" (2006)
- „Проектът „Sunshine““ (2007)
- „Любов на ръба“ (2008)
- „Черният рицар“ (2008)
- „Преследвани“ (2009)
- „Пикок“ (2010)
- „Генезис“ (2010)
- „TRON: Заветът“ (2010)
- „Уединение“ (2011)
- „Дилъри на време“ (2011)
- „Черният рицар: Възраждане“ (2012)
- „Остри козирки“ – сериал на Би Би Си (2013 –)
- „На високо“ (2014)
- „Превъзходство“ (2014)
- „В сърцето на морето“ (2015)
- Free Fire (2016)
- „Дюнкерк“ (2017)
- The Party (2017)
- Опенхаймер (2023)